# Union sportive d'Oujda (football)
Maillots
L'Union Sportive d'Oujda (en arabe : الاتحاد الرياضي الوجدي), plus couramment abrégé en US Oujda, est un club marocain de football fondé en 1913 et basé dans la ville d'Oujda
Fondé avant l'indépendance du Maroc durant le protectorat français, la section la plus connue de ce club est celle de rugby qui est à ce jour la plus titrée.